# Classe Bernina
La Classe Bernina era una serie di tre motonavi miste costruite tra il 1958 e il 1959 per l'Adriatica di Navigazione.

## Caratteristiche
Lunghe 110 metri e larghe 16, le tre navi della classe avevano una stazza lorda di circa 4 400 tonnellate e raggiungevano una velocità di servizio di 16,5 nodi grazie a due motori Diesel della potenza complessiva di 4 400 cavalli. Disponevano di sistemazioni per 81 passeggeri e di quattro stive per il carico, con un volume complessivo di 3 640 metri cubi. Le sistemazioni per i passeggeri erano pensate per una clientela prevalentemente turistica, e non erano quindi suddivise in tre classi; poiché l'econonomicità dell'offerta avrebbe dovuto essere una delle maggiori attrattive per i passeggeri, le finiture e gli arredi, pur di buon livello, non raggiungevano il lusso delle unità destinate ai servizi di linea. A livello di dotazioni di bordo, le navi si segnalavano per la presenza dell'innovativo sistema di stabilizzatori antirollio con pinne regolabili Denny Brown. 
Gli spazi destinati ai passeggeri, interamente dotati di aria condizionata, erano disposti su tre ponti: le cabine, doppie o singole e con servizi privati, occupavano i ponti D (Principale) e C (Coperta), mentre gli spazi comuni, che comprendevano un bar con veranda, una galleria con biblioteca e la sala da pranzo, erano sul soprastante ponte B (Imbarcazioni). Gli interni della Bernina e della Brennero furono progettati da Gustavo Pulitzer-Finali, mentre la Stelvio fu assegnata a Nino Zoncada, che curò anche la realizzazione delle cabine su tutte e tre le unità. Sulla Stelvio, complici le dimensioni ridotte della nave, Zoncada scelse di mantenere una certa uniformità nelle finiture dei diversi ambienti, tutti accomunati da una pavimentazione in gomma blu e con pareti nere, in laminato grigio o in frassino decapato. La veranda di prua fu arricchita da una quinta decorata da Emanuele Luzzati, con tema i viaggi di Marco Polo, che serviva a separare la zona soggiorno dal bar; la parete di fondo dello scalone era invece decorata da una composizione di pannelli di legno con incisioni di Tranquillo Marangoni. 

## Servizio
Le tre unità furono varate in rapida successione: la Bernina scese in acqua il 1º giugno 1958, la Stelvio il 6 luglio e la Brennero il 20 luglio dello stesso anno. Entrarono in servizio rispettivamente il 24 febbraio, il 25 marzo e il 22 aprile dell'anno seguente, su un itinerario con scali a Trieste, Venezia, Bari, Alessandria d'Egitto, Porto Said, Beirut, Famagosta, Laodicea, Mersina, Rodi, Smirne, Il Pireo, Napoli, Marsiglia, Genova, Livorno e Catania, alternando partenze dall'Adriatico e dal Tirreno. Le navi, pur dedicate principalmente al servizio merci, effettuavano anche un servizio di tipo turistico, con i biglietti dei passeggeri che comprendevano, oltre al trasporto sulla tratta prescelta, anche delle escursioni a terra. 
Il 25 luglio 1959, a pochi mesi dall'entrata in servizio, la Stelvio entrò in collisione con la motonave Donatella Parodi ad Alessandria d'Egitto, riportando gravi danni; la nave fu rimorchiata a Monfalcone e dovette rimanere ferma per le riparazioni per sette mesi. Le tre navi rimasero in servizio sulla stessa linea senza ulteriori eventi fino al 1967, quando, in seguito alle tensioni causate dai conflitti arabo israeliani e dalla chiusura del canale di Suez, gli itinerari iniziarono a subire modifiche temporanee omettendo occasionalmente gli scali di Haifa, Alessandria d'Egitto o Porto Said per motivi di sicurezza. Nel maggio 1973 la Stelvio partecipò al soccorso dei passeggeri del traghetto greco Knossos, incendiatosi in acque cipriote.
Negli anni '70, l'affermazione del trasporto aereo e la complessa situazione geopolitica del Mediterraneo Orientale causarono una forte diminuzione nel numero di passeggeri trasportati dalle navi dell'Adriatica. Di conseguenza, la flotta e i servizi effettuati dalla compagnia statale furono rivoluzionati; nel corso del 1975 Brennero e Bernina furono spostate sulla linea per Istanbul, per poi essere poste in disarmo a Venezia insieme alla gemella Stelvio tra il dicembre 1975 e il gennaio 1976. Bernina e Brennero rimasero in disarmo fino al luglio 1978, quando furono vendute alla Arab Navigation Co. di Alessandria d'Egitto, prendendo i nomi di El Hassen e Abu El Kassem; nello stesso anno la Stelvio, non concretizzatosi un progetto di convertirla in nave scuola per la Marina Militare, fu venduta a una compagnia greca, prendendo bandiera panamense.
La Stelvio non riprese mai servizio, passando più volte di mano fino alla demolizione nel 1986; le altre due unità furono impiegate per il trasporto di pellegrini verso la Mecca, venendo in seguito demolite.